# 高原毛茛
高原毛茛（学名：Ranunculus tanguticus）为毛茛科毛茛属下的一个种。

## 扩展阅读
- 維基物種上的相關：高原毛茛